# La Juquilita, San Jerónimo Coatlán
La Juquilita är en ort i Mexiko.   Den ligger i kommunen San Jerónimo Coatlán och delstaten Oaxaca, i den sydöstra delen av landet, 400 km sydost om huvudstaden Mexico City. La Juquilita ligger 1 997 meter över havet och antalet invånare är 129.
Terrängen runt La Juquilita är huvudsakligen kuperad, men åt sydväst är den bergig. La Juquilita ligger uppe på en höjd. Runt La Juquilita är det glesbefolkat, med 15 invånare per kvadratkilometer. Närmaste större samhälle är San Vicente Coatlán, 17,8 km norr om La Juquilita. I omgivningarna runt La Juquilita växer i huvudsak städsegrön lövskog.